# Coralliophila squamosa
Coralliophila squamosa é uma espécie de molusco pertencente à família Muricidae.
A autoridade científica da espécie é Bivona Ant. in Bivona And., tendo sido descrita no ano de 1838.
Trata-se de uma espécie presente no território português, incluindo a zona económica exclusiva.